# Manfreda
Manfreda – żeński odpowiednik imienia Manfred.
Manfreda imieniny obchodzi:
- 28 stycznia, jako wspomnienie św. Manfreda Settali[1],
- 27 października, jako wspomnienie św. Manfreda z Eberbachuu[2].